# Edle Kegelschnecke
Die Edle Kegelschnecke (Conus nobilis) ist eine Schnecke aus der Familie der Kegelschnecken (Gattung Conus), die im Indopazifik verbreitet ist.

## Merkmale
Conus nobilis trägt ein mäßig kleines bis mittelgroßes, mäßig festes bis festes Schneckenhaus, das bei ausgewachsenen Schnecken 3 bis 7 cm Länge erreicht. Der Körperumgang ist kegelförmig, gelegentlich schmal kegelförmig oder annähernd kegelartig zylindrisch, der Umriss im Viertel am Apex leicht konvex, im übrigen gerade. Die Schulter ist gekielt. Das Gewinde ist niedrig, sein Umriss wechselnd konkav bis leicht s-förmig. Der Apex kann vom ansonsten fast flachen Gewinde herausragen. Der Protoconch hat etwa 2 Umgänge und misst maximal 0,7 bis 0,8 mm. Die späteren Umgänge des Teleoconchs sind gekielt. Die Nahtrampen des Teleoconchs sind flach, in den späteren Umgängen leicht konkav mit deutlichen axialen Fäden und 5 aus 10 bis 14 zunehmenden spiraligen Rillen in gleichmäßigen Abständen sowie feinen spiraligen Rillen auf den späteren Nahtrampen. Der Körperumgang ist im Drittel an der Basis mit in wechselnden Abständen spiralig verlaufenden schwachen Rillen überzogen, zwischen denen Rippen am Vorderende und Bänder zur Schulter hin verlaufen.
Die Grundfarbe des Gehäuses ist weiß. Der Körperumgang hat ein je nach Ort variierendes gelbliches bis dunkelbraunes Muster aus netzförmigen Zeichnungen und spiraligen Banden. So gibt es Formen mit einem fast regelmäßigen Netzwerk und recht spärlichen braunen Flecken, aber auch Formen mit gelegentlich unterbrochenen bis durchgehenden braunen spiraligen Banden, die 3 bis 4 Zonen mit konzentrierten weißen Zeltmustern an der Basis, in der Mitte und unterhalb der Schulter voneinander trennen. Es gibt braune Bereiche mit herausgehobenen spiraligen Reihen abwechselnd dunkelbrauner und weißer, hauptsächlich axialer Striche und Punkte. Weiße Markierungen reichen von sehr kleinteiligen Zeltmustern bis hin zu kleinen Flecken und haben zur äußeren Lippe der Gehäusemündung hin dunkelbraune Kanten. Die Basis ist blassviolett. Der Protoconch ist blassrosa, in den hinteren Windungen dunkler rosa. Die Nahtrampen der frühen Umgänge des Teleoconchs sind rosa bis orange. Die späten Nahtrampen haben gelbliche bis dunkelbraune radiale Streifen und Flecken, die sich mit dem Muster des Körperumgangs vereinigen und feine, dunklere Radiallinien enthalten. Das Innere der Gehäusemündung ist weiß und mit blassviolett oder blassbraun unterlegt.
Das sehr dünne, durchscheinende, glatte Periostracum ist gelblich-grau.
Die Oberseite des Fußes ist braun und geht nach hinten ins Kremfarbene über. Der Vorderabschnitt hat kremfarbene radiale Streifen, der Mittelabschnitt vereinzelte kremfarbene Flecken und der Hinterabschnitt spärliche braune radiale Markierungen. Das Rostrum und die Fühler sind kremfarben. Der Sipho hat eine braune Basis, der nach distal eine schmale kremfarbene, eine breite schwarze und eine breite kremfarbene Querbande sowie ein rosafarbener Rand folgen.
Die mit einer Giftdrüse verbundenen Radula-Zähne haben an der Spitze einen seitlich aufgeblasenen Widerhaken und auf der Gegenseite einen winzigen Widerhaken. Sie sind gesägt, haben in der Mitte eine Taille und an der Basis einen Sporn.

## Verbreitung und Lebensraum
Conus nobilis ist im Indopazifik von Sri Lanka, den Andamanen und Nikobaren über Sumatra und Jawa bis nach Timor sowie an den Marquesas verbreitet. Er lebt in der Gezeitenzone und darunter bis in Meerestiefen von etwa 10 m auf Untergründen mit Sand, der Kammerlinge enthält, mit klarem Wasser und leichter Strömung.

## Ernährung
Fressverhalten und Beute von Conus nobilis sind bisher nicht direkt untersucht worden. Auf Grund der Form der Giftzähne wird vermutet, dass die Kegelschnecken der Untergattung Eugeniconus und damit auch Conus nobilis Schnecken fressen.